# Willem Joseph Andreas Jonckbloet
Willem Joseph (ou Jozef) Andreas Jonckbloet, né le 6 juin 1817 à La Haye et mort le 19 octobre 1885 à Wiesbaden, est un historien néerlandais, professeur à l'université de Groningue et à université de Leyde, connu pour ses travaux sur la poésie médiévale. Il a également été député libéral au parlement néerlandais.

## Biographie
À partir de 1835 il est étudiant à l'Université de Leyde. Après avoir étudié la médecine et le droit, il se dirige vers l'étude de la poésie bas-allemande.
De 1847 à 1854, Jonckbloet enseigne  à l'Athenaeum Illustre de Deventer, puis de 1855 à 1864 à l'université de Groningue dont il est le recteur en 1863-1864. En 1855 il est élu membre de l'Académie royale néerlandaise des arts et des sciences.
Pendant treize ans, de 1864 à 1877, il siège en tant que libéral à la Chambre des représentants, pour le district de Winschoten.
En 1877, Jonckbloet devient le premier professeur de langue et de littérature néerlandaises à l'université de Leyde, chaire qu'il occupe jusqu'en 1883. Cette année-là, en raison de problèmes de santé, il prend sa retraite et s'installe avec sa femme Maria Schick à Wiesbaden, où il meurt en 1885.

## Publications
- Roman van Lancelot, (XIIIe eeuw,) naar het (eenig-bekende) handschrift der K. bibliotheek, La Haye, W. P. van Stockum, 1846-1849, 2 vol.
- Geschiedenis der middennederlandsche dichtkunst, Amsterdam, 1851-1855, 3 vol.
- Beatrijs en Carel ende Elegast, Amsterdam, P. N. van Kampen, 1859, VIII-243 p.
- Étude sur le roman de Renart, Groningue, J. B. Wolters, 1863, 405 p.
- Guillaume d'Orange, le marquis au court nez. Chanson de geste du XIIe siècle, mise en nouveau langage par le Dr. W. J. A. Jonckbloet, Amsterdam, P. N. van Kampen, 1867 (lire en ligne).
- Geschiedenis der Nederlandsche letterkunde, Groningue, J. B. Wolters, 1868-1882, 5 vol.

- Avec Jan Pieter Nicolaas Land :
  - Musique et musiciens au XVIIe siècle. Correspondance et œuvres musicales de Constantin Huygens, Leyde, E. J. Brill, 1882.